# Nîjnea Budakivka, Lohvîțea
Nîjnea Budakivka (în ucraineană Нижня Будаківка) este un sat în comuna Bodakva din raionul Lohvîțea, regiunea Poltava, Ucraina.

## Demografie
Componența lingvistică a localității Nîjnea Budakivka
     Ucraineană (98,24%)
     Rusă (1,26%)
Conform recensământului din 2001, majoritatea populației localității Nîjnea Budakivka era vorbitoare de ucraineană (98,24%), existând în minoritate și vorbitori de rusă (1,26%).